# Emil Utitz
Emil Utitz (27. května 1883 Roztoky u Prahy – 2. listopadu 1956 Jena) byl filosof, estetik a psycholog, profesor několika univerzit i Univerzity Karlovy, který se zabýval hlavně estetikou, teorií umění a fenomenologií.

## Život
Narodil se v židovské rodině podnikatele G. Utitze, v letech 1902–1906 studoval v Mnichově, v Lipsku a v Praze práva, filosofii a psychologii. Byl spolužákem Franze Kafky. Promoval na Německé univerzitě v Praze, roku 1911 se habilitoval na univerzitě v Rostocku, kde pak do roku 1924 přednášel estetiku a psychologii a v letech 1924–1933 byl profesorem filosofie na univerzitě v Halle. Po nacistickém převratu byl penzionován a odešel do Prahy, kde do obsazení roku 1939 přednášel filosofii a psychologii na Německé univerzitě. Patřil ke kroužku německy mluvících literátů kolem J. Urzidila a byl spoluzakladatelem Cercle philosophique de Prague. Stýkal se s německými emigranty (Thomas Mann, Oskar Kokoschka) a pražskými umělci (Emil Filla, Willy Nowak) Jeho českým protějškem byl Jan Blahoslav Kozák.
Dne 30. července 1942 byl Utitz deportován do Terezína, kde podobně jako Leo Baeck patřil mezi prominentní vězně, spravoval knihovnu a přednášel pro vězně na různá témata. Přežil koncentrační tábor, 1945 se vrátil do Prahy a přednášel s různými obtížemi na Karlově univerzitě. Byl vědeckým pracovníkem Filozofického ústavu ČSAV v Praze. Roku 1947 vydal knihu Psychologie života v Terezínském koncentračním táboře, kde mimo jiné popisuje pravidelné diskusní schůzky několika vědců v ghettu. Od roku 1956 působil jako profesor na univerzitě v Rostocku.

## Citát
| „             | Pro kulturní život Terezína měla významnou funkci táborová samospráva. Existovala od vzniku tábora; byla připravována a zformována dokonce před odjezdem prvního transportu do Terezína v pražské Židovské náboženské obci, nikoliv nacistickými úřady...Vedle nich vznikl Freizeitgestaltung jako nástavbová organizace, která se měla zabývat využíváním volného času vězňů...Na vedoucích místech se vyskytovala známá jména české a německé kultury. Přednášky a mnohatisícovou knihovnu vedl významný německý estetik, universitní profesor působící po léta v Praze Emil Utitz. | “ |
| — Eva Šormová | |   |

## Dílo (výběr)
(německy)
- Grundzüge der aestetischen Farbenlehre, Stuttgart 1908
- Die Funktionsfreuden im aestetischen Verhalten, Halle 1911
- Grundlegung der allgemeinen Kunstwissenschaft 1-2, Stuttgart 1914-1920 (Základy obecné vědy o umění)
- Die Kultur der Gegenwart in den Grundzügen, Stuttgart 1921
- Aesthetik, Berlin 1923
- Charakterologie, Charlottenburg 1925
- Antropologie filosofie kultury (1931)
- Dějiny estetiky (1932)
- Člověk a kultura (1933)
- Kultura a řeč (1936)

(česky)
- Psychologie života v Terezínském koncentračním táboře (1947)
- Německo mezi včerejškem a zítřkem (1948)
- Klasický žurnalista E. E. Kisch, Praha (1958), něm. Berlin 1956